# Huh Jung-moo
Huh Jung-Moo (Jindo, 13 de janeiro de 1955) é um ex-futebolista e treinador de futebol sul-coreano.

## Carreira
Futebolista que chegou a jogar pelo PSV Eindhoven entre 1980 e 1983, disputou a Copa do Mundo FIFA de 1986 pela Seleção Sul-Coreana de Futebol.  Neste mesmo ano encerraria a carreira. Participou na Copa do Mundo FIFA de 1990 como preparador físico.

## Treinador
Em 1993 estrearia como treinador do Pohang Steelers e no ano seguinte seria assistente do treinador Kim Ho na Copa do Mundo FIFA de 1994. Assumiu brevemente a seleção sul-coreana em 1995, retornando entre 1998 e 2000 quando participou dos Jogos Olímpicos de Sydney 2000. Em dezembro de 2007 reassume pela terceira vez a seleção coreana para classifica-la e disputar a Copa do Mundo FIFA de 2010. atualmente comanda o Incheon United.